# فرانسیس ال سالیوان
فرانسیس ال سالیوان (انگلیسی: Francis L. Sullivan؛ ۶ ژانویهٔ ۱۹۰۳ – ۱۹ نوامبر ۱۹۵۶) هنرپیشه اهل بریتانیا بود.

## گزیدهٔ فیلم‌شناسی
- آرزوهای بزرگ (۱۹۳۴)
- آرزوهای بزرگ (۱۹۴۶)
- الیور توئیست (۱۹۴۸)